# Protalebra maior
Protalebra maior är en insektsart som beskrevs av Irena Dworakowska 1994. Protalebra maior ingår i släktet Protalebra och familjen dvärgstritar.
Artens utbredningsområde är Venezuela. Inga underarter finns listade i Catalogue of Life.